# Батман (сериал)
Вижте пояснителната страница за други значения на Батман.
Тази статия се отнася за сериала от 60-те. За анимационния сериал от 2004 г. вижте „Батман (анимационен сериал)“.
„Батман“ (на английски: Batman) е американски телевизионен сериал от 60-те години на XX век, базиран на комиксовия герой на ДиСи Комикс – Батман. Излъчва се по телевизия Ей Би Си за два и половина сезона от 12 януари 1966 г. до 14 март 1968 г. Понеже са пускани по два епизода седмично, сериалът съдържа същия брой епизоди, колкото пет или даже пет и половина години излъчване по днешни стандарти (заснемайки 22 – 24 епизода в сезон).